# Гвардафуй

Мыс на карте Пролив Гуардафуи

Гвардафуй, также Гардафуй (Guardafui, Gardafui), также Рас-Асейр — мыс на северо-восточной оконечности Африканского Рога (полуострова Сомали), расположен при входе в Аденский залив. Находится на территории автономного района Пунтленд (Сомали).

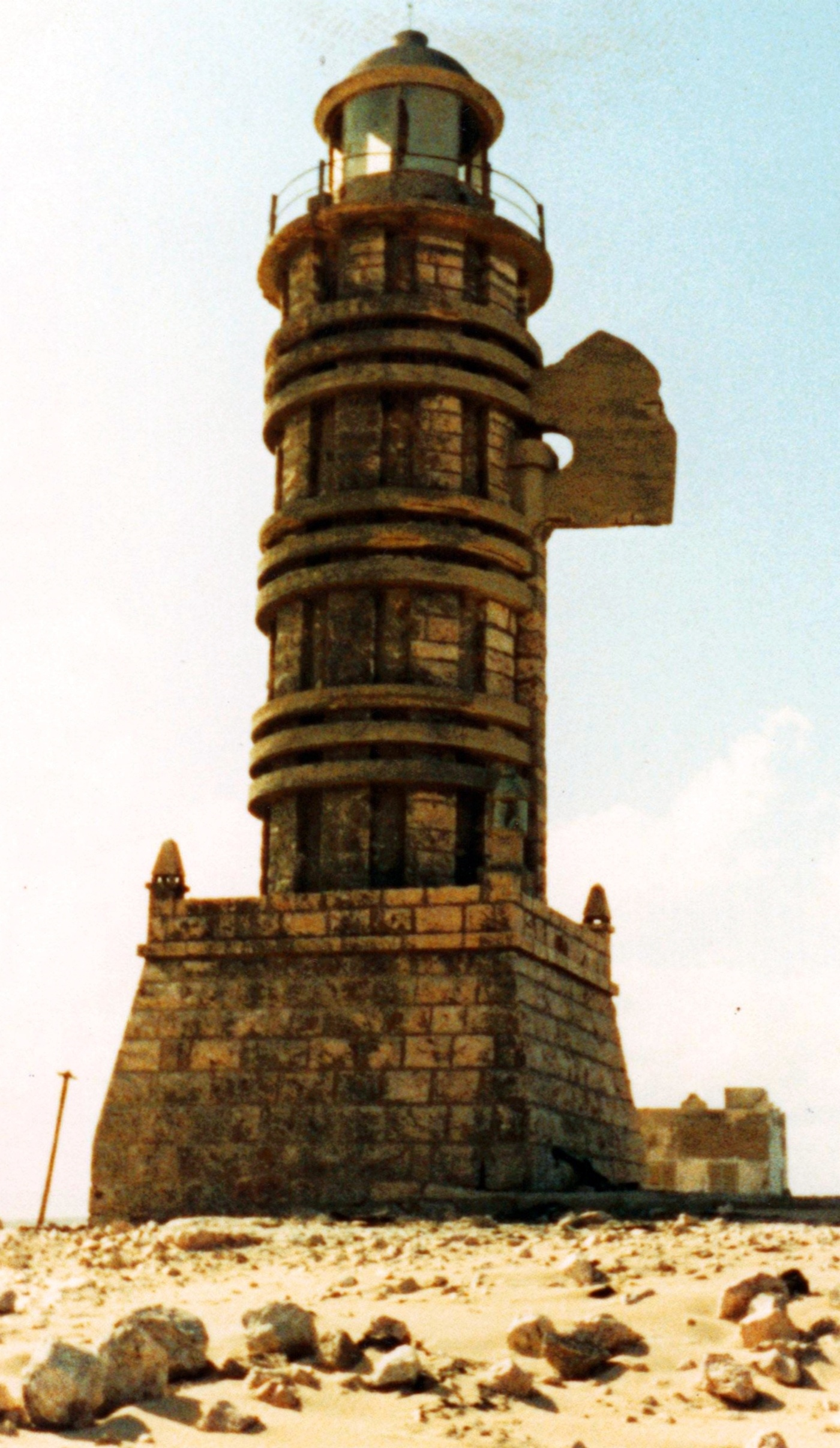
Недействующий маяк «Francesco Crispi» на оконечности мыса

В древности мыс назывался др.-греч. Αρώματα, лат. Promontorium Aromata; он разделял в древнегреческой географии Барбарику (западнее мыса, название сохранилось в имени города Бербера) и Азанию (южнее мыса).
Гвардафуй (51° 17' в. д.) лежит чуть западнее мыса Рас-Хафун (51° 23' в. д.), который находится в ста километрах к югу от Гвардафуя и является самым восточным мысом Африки. В ста километрах к востоку от мыса находится самая западная точка острова Абд-эль-Кури, самого западного острова архипелага Сокотра, принадлежащего Йемену.
Над мысом возвышается гора, которую местные жители называют Гардаф, или Djardaf, в то время как собственно мыс носит у них название Азор; отсюда происходит арабское имя Djard Hafûm, равно как и европейское Гвардафуй. Недалеко от посёлка Тохен на оконечности мыса находится недействующий маяк, в 1930-м году названный Франческо Криспи.